# Tweede Kamerverkiezingen 1901

Overzicht naar district

De Tweede Kamerverkiezingen 1901 waren algemene Nederlandse verkiezingen voor de Tweede Kamer der Staten-Generaal. Zij vonden plaats op 14 juni 1901.
De verkiezingen werden gehouden als gevolg van de afloop van de zittingstermijn van de Tweede Kamer die gekozen was bij de verkiezingen van 1897. 
Nederland was verdeeld in 100 kiesdistricten; in elk kiesdistrict werd één lid van de Tweede Kamer gekozen. Om gekozen te worden moest een kandidaat de absolute meerderheid van de in een kiesdistrict uitgebrachte geldige stemmen behalen. In 42 kiesdistricten was een tweede verkiezingsronde benodigd vanwege het niet-behalen van de absolute meerderheid door een van de kandidaten; voor deze tweede ronde plaatsten zich de twee hoogstgeëindigde kandidaten uit de eerste ronde. De tweede ronde vond plaats op 27 juni 1901.

## Uitslag

### Opkomst
|                  | 1897    | 1897      | 1901    | 1901  |
| # stemmen        | %       | # stemmen | %       |       |
| ---------------- | ------- | --------- | ------- | ----- |
| Kiesgerechtigden | 576.367 |           | 609.493 |       |
| Niet opgekomen   | 157.737 | 27,64     | 212.766 | 34,91 |
| Opkomst          | 418.630 | 72,36     | 396.727 | 65,09 |

### Verkiezingsuitslag
| partij/groepering                     | 1897    | 1901   | +/− |
| partij/groepering                     | zetels  | zetels | +/− |
| ------------------------------------- | ------- | ------ | --- |
| katholieken                           | 22/23   | 25     | +2  |
| Anti-Revolutionaire Partij            | 15      | 22     | +7  |
| Liberale Unie                         | 13/22   | 18     | −4  |
| Vrijzinnig-Democratische Bond         | −/13    | 9      | −4  |
| vrije liberalen                       | 10      | 8      | −2  |
| Vrij-Antirevolutionaire Partij        | 5       | 7      | +2  |
| Sociaal-Democratische Arbeiderspartij | 2/3     | 6      | +3  |
| Christelijk-Historische Kiezersbond   | 1       | 1      | 0   |
| groep-Staalman                        | 1       | 1      | 0   |
| onafhankelijk a.r.                    | 1       | 1      | 0   |
| vrije socialist                       | 1       | 1      | 0   |
| Friese Bond                           | −       | 1      | +1  |
| conservatief-liberalen                | 2       | 0      | −2  |
| radicaal-liberaal                     | 1       | 0      | −1  |
| vrijzinnig-democratische Kamerclub    | 23/20/0 | −      | −   |
| Radicale Bond                         | 3/2/0   | −      | −   |
| vacatures                             | −/2     | 0      | −2  |
| totaal                                | 100     | 100    | 0   |

### Gekozen leden
Bij deze verkiezingen werden 68 leden herkozen; vijf leden aanvaardden hun benoeming niet vanwege hun toetreding tot het na de verkiezingen gevormde kabinet-Kuyper. Twaalf leden hadden aangegeven niet herkiesbaar te zijn, terwijl achttien aftredende leden verslagen werden.
Onderstaand volgen enkele bijzonderheden:
- in het kiesdistrict Amersfoort was in eerste instantie Titus van Asch van Wijck (ARP) gekozen in de vacature ontstaan door het aftreden van Francis Schimmelpenninck (VAR) die had aangegeven niet herkiesbaar te zijn. Hij besloot echter zijn kandidatuur niet te aanvaarden vanwege zijn benoeming als bewindspersoon in het kabinet-Kuyper. Om in de ontstane vacature te voorzien werd in Amersfoort een naverkiezing gehouden waarbij Hubert van Asch van Wijck (ARP) gekozen werd;

- in het kiesdistrict Amsterdam I werd Henri Hubrecht (LU) gekozen in de vacature ontstaan door het aftreden van Menso Pijnappel (conservatief-liberalen) die had aangegeven niet herkiesbaar te zijn;

- in het kiesdistrict Amsterdam II versloeg Johannes de Visser (54,3%, CHK) het aftredende lid Herman Groen (45,7%, vrije liberalen)[7][8];

- in het kiesdistrict Amsterdam IV was in eerste instantie Hendrik Goeman Borgesius (LU) gekozen in de vacature ontstaan door het aftreden van Johan Gleichman (vrije liberalen) in de vorige zittingsperiode. Goeman Borgesius was echter tevens gekozen in het kiesdistrict Zutphen waaraan hij de voorkeur gaf.[9][8] Om in de ontstane vacature te voorzien werd in Amsterdam IV een naverkiezing gehouden waarbij Henri Hubrecht gekozen werd. Hubrecht was echter tevens gekozen in het kiesdistrict Amsterdam I, waaraan hij de voorkeur gaf. Om in de ontstane vacature te voorzien werd in Amsterdam IV een nieuwe naverkiezing gehouden waarbij Jacob Cremer (LU) gekozen werd;

- in het kiesdistrict Amsterdam VI werd Cornelis den Tex (LU) gekozen in de vacature ontstaan door het aftreden van Willem Geertsema (vrije liberalen) die had aangegeven niet herkiesbaar te zijn;

- in het kiesdistrict Amsterdam VII versloeg Theo Heemskerk (56,4%, ARP) het aftredende lid Bernardus Heldt (39,0%, VDB);

- in het kiesdistrict Amsterdam IX werd Cornelis Lely (LU) gekozen in de vacature ontstaan door het aftreden van Arnold Kerdijk (VDB) die had aangegeven niet herkiesbaar te zijn[10];

- in het kiesdistrict Appingedam versloeg Jan Schaper (34,9%, SDAP) het aftredende lid Jan Schepel (29,3%, LU)[11][8];

- in het kiesdistrict Bodegraven versloeg Johan van Idsinga (58,3%, VAR) het aftredende lid Aart Knijff (41,7%, LU);

- in het kiesdistrict Doetinchem versloeg Pieter van Vliet (56,1%, ARP) het aftredende lid Herman Hesselink van Suchtelen (37,8%, LU);

- in het kiesdistrict Dokkum versloeg Rienk van Veen (56,1%, VAR) het aftredende lid Eelco Schaafsma (28,9%, VDB);

- in het kiesdistrict Elst was in eerste instantie Johannes Bergansius (katholieken) gekozen in de vacature ontstaan door het aftreden van Willem van Basten Batenburg (katholieken) die had aangegeven niet herkiesbaar te zijn. Hij besloot echter zijn kandidatuur niet te aanvaarden vanwege zijn benoeming als bewindspersoon in het kabinet-Kuyper. Om in de ontstane vacature te voorzien werd in Elst een naverkiezing gehouden waarbij Stephanus van Wijck (katholieken) gekozen werd;

- in het kiesdistrict Enkhuizen versloeg Nanne Sluis (50,2%, ARP) het aftredende lid Aris Kool (46,5%, LU);

- in het kiesdistrict Gouda versloeg in eerste instantie Theo Heemskerk (54,7%, ARP) het aftredende lid Carel van Bylandt (45,3%, vrije liberalen). Heemskerk was echter tevens gekozen in het kiesdistrict Amsterdam VII, waaraan hij de voorkeur gaf.[8] Om in de ontstane vacature te voorzien werd in Gouda een naverkiezing gehouden[12] waarbij Alexander Idenburg (ARP) gekozen werd;

- in het kiesdistrict Grave was in eerste instantie Jan Harte van Tecklenburg (katholieken) herkozen. Hij besloot echter zijn kandidatuur niet te aanvaarden vanwege zijn benoeming als bewindspersoon in het kabinet-Kuyper. Om in de ontstane vacature te voorzien werd in Grave een naverkiezing gehouden waarbij Wilhelmus Friesen (katholieken) gekozen werd;

- in het kiesdistrict Groningen was in eerste instantie Hendrik Drucker (VDB) herkozen. Zijn benoeming werd echter ongeldig verklaard nadat hij verzuimd had tijdig aan te geven of hij zijn benoeming zou aanvaarden.[13] Om in de ontstane vacature te voorzien werd in Groningen een naverkiezing gehouden waarbij Drucker wederom gekozen werd;

- in het kiesdistrict Haarlemmermeer versloeg Franciscus van Wichen (50,1%, katholieken) het aftredende lid Gerrit 't Hooft (49,9%, ARP);

- in het kiesdistrict Harlingen versloeg in eerste instantie Jan Schokking (56,1%, Friese Bond) het aftredende lid Abraham Bouman (43,9%, LU). De verkiezing werd echter ongeldig verklaard wegens onregelmatigheden. Om in de ontstane vacature te voorzien werd in Harlingen een naverkiezing gehouden[14] waarbij Schokking gekozen werd;

- in het kiesdistrict Helmond werd Karel Raymakers (katholieken) gekozen in de vacature ontstaan door het aftreden van Petrus Vermeulen (katholieken) die had aangegeven niet herkiesbaar te zijn;

- in het kiesdistrict 's-Hertogenbosch was in eerste instantie Jan Loeff (katholieken) herkozen. Hij besloot echter zijn kandidatuur niet te aanvaarden vanwege zijn benoeming als bewindspersoon in het kabinet-Kuyper. Om in de ontstane vacature te voorzien werd in 's-Hertogenbosch een naverkiezing gehouden waarbij Alexander van Sasse van Ysselt (katholieken) gekozen werd;

- in het kiesdistrict Hontenisse versloeg Petrus Fruytier (52,0%, katholieken) het aftredende lid Jan van Deinse (48,0%, LU);

- in het kiesdistrict Hoogezand versloeg Kornelis ter Laan (41,2%, SDAP) het aftredende lid Jacob Veegens (28,2%, VDB);

- in het kiesdistrict Katwijk werd Otto van Wassenaer van Catwijck (VAR) gekozen in de vacature ontstaan door het aftreden van Johannes Donner (ARP) die had aangegeven niet herkiesbaar te zijn;

- in het kiesdistrict Leeuwarden versloeg Gerrit Melchers (52,5%, SDAP) het aftredende lid Hendrik Pyttersen (47,5%, LU);

- in het kiesdistrict Lochem was in eerste instantie Cornelis Lely (LU) herkozen. Hij was echter tevens gekozen in het kiesdistrict Amsterdam IX waaraan hij de voorkeur gaf.[8] Om in de ontstane vacature te voorzien werd in Lochem een naverkiezing gehouden waarbij Willem Helsdingen (SDAP) gekozen werd;

- in het kiesdistrict Nijmegen werd Octaaf van Nispen tot Sevenaer (katholieken) gekozen in de vacature ontstaan door het aftreden van Franciscus Dobbelmann (katholieken) die had aangegeven niet herkiesbaar te zijn;

- in het kiesdistrict Rotterdam I versloeg Dirk Fock (52,9%, LU) het aftredende lid Johannes de Visser (47,1%, CHK)[15];

- in het kiesdistrict Sittard versloeg Jean Arnoldts (51,1%, katholieken) het aftredende lid Karel de Bieberstein Rogalla Zawadsky (48,9%, katholieken);

- in het kiesdistrict Sliedrecht was in eerste instantie Abraham Kuyper (ARP) herkozen. Hij besloot echter zijn kandidatuur niet te aanvaarden vanwege zijn benoeming als bewindspersoon in het kabinet-Kuyper. Om in de ontstane vacature te voorzien werd in Sliedrecht een naverkiezing gehouden waarbij Alexander van Löben Sels (ARP) gekozen werd;

- in het kiesdistrict Sneek werd Hendrik Okma (ARP) gekozen in de vacature ontstaan door het aftreden van Jan van Gilse (VDB) die had aangegeven niet herkiesbaar te zijn[16];

- in het kiesdistrict Steenwijk versloeg Lodewijk Duymaer van Twist (58,4%, ARP) het aftredende lid Jan Meesters (35,4%, LU);

- in het kiesdistrict Tietjerksteradeel versloeg Syb Talma (55,6%, ARP) het aftredende lid Pieter Jelles Troelstra (22,9%, SDAP);

- in het kiesdistrict Tilburg was in eerste instantie Johannes Jansen (katholieken) herkozen. Hij overleed echter op 9 november 1901 voordat zijn installatie had kunnen plaatsvinden. Om in de ontstane vacature te voorzien werd in Tilburg een naverkiezing gehouden waarbij Antoine Arts (katholieken) gekozen werd;

- in het kiesdistrict Utrecht II werd Joan Röell (vrije liberalen) gekozen in de vacature ontstaan door het aftreden van Jacob Bastert (conservatief-liberalen) die had aangegeven niet herkiesbaar te zijn;

- in het kiesdistrict Veendam was in eerste instantie Jan Schaper (SDAP) herkozen. Hij was echter tevens gekozen in het kiesdistrict Appingedam waaraan hij de voorkeur gaf.[8] Om in de ontstane vacature te voorzien werd in Veendam een naverkiezing gehouden waarbij Eerke Smidt (VDB) gekozen werd;

- in het kiesdistrict Weert werd Victor de Stuers (katholieken) gekozen in de vacature ontstaan door het aftreden van Jan Truijen (katholieken) die had aangegeven niet herkiesbaar te zijn;

- in het kiesdistrict Weststellingwerf was in eerste instantie Geert van der Zwaag (vrije socialist) gekozen in de vacature ontstaan door het aftreden van Wesselius Houwing (VDB) die had aangegeven niet herkiesbaar te zijn. Van der Zwaag was echter tevens herkozen in het kiesdistrict Schoterland waaraan hij de voorkeur gaf.[8] Om in de ontstane vacature te voorzien werd in Weststellingwerf een naverkiezing gehouden waarbij Frederik Hugenholtz (SDAP) gekozen werd;

- in het kiesdistrict Wijk bij Duurstede was in eerste instantie Maurits van Asch van Wijck (ARP) herkozen. Hij besloot echter zijn kandidatuur niet te aanvaarden vanwege zijn verkiezing bij een tussentijdse vacature als lid van de Eerste Kamer. Om in de ontstane vacature te voorzien werd in Wijk bij Duurstede een naverkiezing gehouden waarbij Nicolaas de Ridder (ARP) gekozen werd;

- in het kiesdistrict Winschoten versloeg Dirk Bos (33,8%, VDB) het aftredende lid Boelo Tijdens (8,6%, radicaal-liberalen);

- in het kiesdistrict Zierikzee werd Jozef Pompe van Meerdervoort (ARP) gekozen in de vacature ontstaan door het overlijden van Jacob van Kerkwijk (LU) in de vorige zittingsperiode.

De zittingsperiode van de Tweede Kamer ging in op 17 september 1901 en eindigde op 18 september 1905. De zittingstermijn van Tweede Kamerleden bedroeg vier jaar.

## Formatie
De confessionele partijen behaalden bij de verkiezingen de meerderheid. Op 1 augustus 1901 trad het kabinet-Kuyper aan, bestaande uit leden van de katholieken en de ARP, en enige onafhankelijken.